# Орменка
Орменка (рос. Орменка) — присілок в Вигоницькому районі Брянської області Російської Федерації.
Населення становить 432 особи. Входить до складу муніципального утворення Орменське сільське поселення.

## Історія
Від 2005 року входить до складу муніципального утворення Орменське сільське поселення.

## Населення
| 2010 | 2013 |
| ---- | ---- |
| 452  | ↘432 |